# ABS-CBN
ABS-CBN Corporation o ABS-CBN, és un conglomerat de mitjans de comunicació filipí amb seu a Quezon City. L'empresa va ser fundada l'any 1946 com a Bolinao Electronics Corporation. Es va formar per la fusió d'Alto Broadcasting System i Chronicle Broadcasting Network.